# Microdrosophila
Microdrosophila este un gen de muște din familia Drosophilidae.

## Specii[1]
- Microdrosophila acristata
- Microdrosophila bamanpuriensis
- Microdrosophila bicornua
- Microdrosophila bilineata
- Microdrosophila bimaculata
- Microdrosophila bipartita
- Microdrosophila bullata
- Microdrosophila chejuensis
- Microdrosophila chinsurae
- Microdrosophila chuii
- Microdrosophila conda
- Microdrosophila congesta
- Microdrosophila conica
- Microdrosophila convergens
- Microdrosophila cristata
- Microdrosophila cucullata
- Microdrosophila curvula
- Microdrosophila dentata
- Microdrosophila discrepantia
- Microdrosophila distincta
- Microdrosophila duplicristata
- Microdrosophila elongata
- Microdrosophila falciformis
- Microdrosophila filamentea
- Microdrosophila frontata
- Microdrosophila furcata
- Microdrosophila fuscata
- Microdrosophila gangtokensis
- Microdrosophila gangwonensis
- Microdrosophila hasta
- Microdrosophila honoghensis
- Microdrosophila jarrae
- Microdrosophila korogo
- Microdrosophila laticlavia
- Microdrosophila latifrons
- Microdrosophila luchunensis
- Microdrosophila mabi
- Microdrosophila macroctenia
- Microdrosophila maculata
- Microdrosophila magniflava
- Microdrosophila mamaru
- Microdrosophila marginata
- Microdrosophila matsudairai
- Microdrosophila neodistincta
- Microdrosophila nigripalpis
- Microdrosophila nigrispina
- Microdrosophila nigrohalterata
- Microdrosophila ochracella
- Microdrosophila paradistincta
- Microdrosophila pauciramosa
- Microdrosophila pectinata
- Microdrosophila peniciliata
- Microdrosophila philippina
- Microdrosophila pleurolineata
- Microdrosophila pseudopleurolineata
- Microdrosophila purpurata
- Microdrosophila quadrata
- Microdrosophila residua
- Microdrosophila rhoparia
- Microdrosophila sagittatusa
- Microdrosophila sarawakana
- Microdrosophila serrata
- Microdrosophila setulosa
- Microdrosophila sexsetosa
- Microdrosophila sikkimensis
- Microdrosophila spiciferipennis
- Microdrosophila submarginata
- Microdrosophila suvae
- Microdrosophila tabularis
- Microdrosophila takadai
- Microdrosophila tectifrons
- Microdrosophila urashimae
- Microdrosophila virajpetiensis
- Microdrosophila vittata
- Microdrosophila zetterstedti